# Plasne
Plasne település Franciaországban, Jura megyében. Lakosainak száma 201 fő (2022. január 1.). Plasne Barretaine, Le Fied, Frontenay, Miéry és Poligny községekkel határos.

## Népesség
A település népességének változása:
| Lakosok száma | 226  | 237  | 215  | 254  | 237  | 229  | 218  | 212  | 210  | 201  |
|               | 1968 | 1982 | 1990 | 2006 | 2013 | 2015 | 2017 | 2019 | 2020 | 2022 |